# Нийдълс (град, Калифорния)
Нийдълс (на английски: Needles) е град в окръг Сан Бернардино, щата Калифорния, САЩ. Нийдълс е с население от 4830 жители (2000) и обща площ от 78,2 km². Намира се на 151 m надморска височина. ЗИП кодовете му са 92363, а телефонният му код е 760.